# Марцабото
Марцабото (итал. Marzabotto) је насеље у Италији у округу Болоња, региону Емилија-Ромања.
Према процени из 2011. у насељу је живело 1698 становника. Насеље се налази на надморској висини од 149 м.

## Становништво
| 1951. | 1961. | 1971. | 1981. | 1991. | 2001. | 2011. |
| ----- | ----- | ----- | ----- | ----- | ----- | ----- |
| 5.152 | 4.196 | 3.606 | 4.164 | 5.252 | 6.262 | 6.684 |